# ألبة (مقاطعة)
مقاطعة ألبة أو ألافا (بالإسبانية: Álava، بالباسكية: Araba، العربية: ألبة) مقاطعة إسبانية تقع في شمال الدولة، تقع ضمن حدود منطقة إقليم الباسك. عاصمتها هي مدينة فيتوريا-غاستايز، تنقسم المقاطعة إلى 51 بلدية.

## الجغرافيا
تقع مقاطعة ألبة في شمال إسبانيا تحدها من الشمال مقاطعة بيسكاي ومقاطعة غيبوثكوا، ومن الجنوب مقاطعة لا ريوخا، ومن الشرق مقاطعة نابارا، ومن الغرب مقاطعة برغش. تبلغ مساحة مقاطعة ألافا 3.037,50 كم².

## الديموغرافيا
يبلغ عدد سكان مقاطعة ألبة 319.227 نسمة عام 2011 (وفقاً للمعهد الوطني للإحصاء الإسباني).
فيما يلي قائمة أكبر البلديات من حيث عدد السكان (بتاريخ 1 يناير 2011):
1. فيتوريا-غاستايز 239.562 نسمة
2. يوديو 18.494 نسمة
3. أموريو 10.014 نسمة
4. سالفاتيررا 4.884 نسمة
5. أويون 3.284 نسمة
6. إيرونا دي أوكا 2.966 نسمة
7. آيالا 2.880 نسمة
8. ألغيريا 2.803 نسمة
9. زويا 2.424 نسمة
10. أرتزينيغا 1.843 نسمة